# Fishlake
Fishlake – wieś w Anglii, w hrabstwie ceremonialnym South Yorkshire, w dystrykcie metropolitalnym Doncaster. Leży 39 km na północny wschód od miasta Sheffield i 240 km na północ od Londynu.